# East Putford
 (octobre 2024).
Pour l’article homonyme, voir Putford.
East Putford est un village et une paroisse civile du Devon, dans l'Angleterre du Sud-Ouest. La paroisse, qui se trouve à peu près à mi-chemin entre les villes de Holsworthy et de Bideford, est entourée, dans le sens des aiguilles d'une montre à partir du nord, par les paroisses de Parkham, Buckland Brewer, Bulkworthy, West Putford et Woolfardisworthy. En 2001, sa population était de 103 habitants, soit un peu moins que les 125 habitants qu'elle comptait en 1901.